# Jakub Benik
Jakub Benik, Jakób Benik – mincmajster mennicy warszawskiej w latach 1811–1827. 

## Życiorys
Pracował w mennicy królewskiej w Warszawie przy ul. Bielańskiej zamkniętej po  ostatnim rozbiorze 8 stycznia 1796. Rada Ministrów Księstwa Warszawskiego postanowiła wznowić bicie monety w 1810. Minister skarbu powołał Benika 5 lipca do reaktywacji mennicy, a 25 września 1811 ustanowił go jej mincmajstrem (dyrektorem). Od tego dnia, aż do 1827 wszystkie monety Księstwa Warszawskiego i Królestwa Kongresowego zawierały inicjały Jakuba Benika – IB. Jako mincmajster Benik pobierał w okresie Księstwa Warszawskiego pensję roczną w wysokości 8 000 złotych polskich. Po 1815 nadal kierował mennicą przy ul. Bielawskiej w Warszawie z tytułem intendenta.